# スーパーマリオ64
『スーパーマリオ64』（スーパーマリオろくじゅうよん、英: Super Mario 64）は、任天堂が1996年6月23日に発売したNINTENDO 64用の3Dアクションゲーム。NINTENDO 64本体と同時に発売された。略称は「マリオ64」。
任天堂発売のコンピュータゲームにおいて、マリオの声をチャールズ・マーティネーが担当した最初の作品である。
翌年の1997年7月18日には、振動パック対応の『スーパーマリオ64 振動パック対応バージョン』が発売された。日本より遅れて発売された海外版をベースに作られており、振動機能以外にもいくつか仕様が変更されている。また、オリジナル版や海外版にあった不具合の修正も行われている。
2004年12月2日には、ニンテンドーDSで新要素を追加した移植版として『スーパーマリオ64DS』が発売された。本項ではこちらも併せて記述する。

## ゲーム内容
本作では「キノコ城」とその中にある絵画などの中の世界が舞台となっており、マリオは広大で立体的なフィールドを移動する。単純にフィールド最後のゴール地点に到達することがクリア条件であった旧作と異なり、フィールドの各所に隠されたゴールアイテム「パワースター」を見つけ出し、クッパまでの道を開いていくことがゲームの主な目的となる。フィールドは3Dにより構築された箱庭的表現で構成されており、ゴール地点などは定められていない。
従来よりもアクションの種類が大幅に増え、パンチやキック、「ヒップドロップ」などでの直接攻撃や物質の破壊が可能になった。「3段跳び」や「カベキック」などの様々なジャンプを駆使して、遠くの足場に飛んだり、より高い位置に移動することもできる。
カメラワークについては、マリオをカメラで映している「ジュゲム」を操作するという形となっており、マリオを中心に遠い位置から追従する「ジュゲム」、マリオに密着する「マリオ」、カメラの追従を停止しその場に固定する「ストップ」に切り替えることができる。また、視点の回り込み移動や、マリオの視線操作も行える。

## ストーリー
ある日、マリオの元へ、ピーチ姫からキノコ城への招待状が届いた。
喜んだマリオは早速キノコ城に向かう。しかし城はひっそりと静まりかえっていて、様子がおかしい。そして、城の中に入るとどこからともなくクッパの声が聞こえてくる。
クッパは城を守るパワースターを奪い、その力でピーチ姫やキノピオ達を絵の世界に閉じ込めてしまったのである。このままでは城がクッパに乗っ取られてしまう。パワースターを奪い返すため、マリオは絵の世界の冒険に出発する。

## 開発
1990年代初頭、スーパーマリオの生みの親である宮本茂は、スーパーファミコン向けに『スターフォックス』（1993年）を開発している際、3Dマリオのデザインを構想した。スターフォックスはスーパーFXチップを使用しており、処理能力を強化していた。このチップを使って「ミニチュアトレインのようなミニチュア世界」を基盤としたスーパーファミコン用ゲーム『スーパーマリオFX』を開発することが検討された。スターフォックスのエンジニアであるダイラン・カスバートによれば、スーパーマリオFXはゲームのタイトルではなく、スーパーFXチップ自体のコードネームだったという。宮本はこのアイデアをNINTENDO 64向けに再構築した。その理由はNINTENDO 64の処理能力ではなく、ゲームプレイに必要なボタン数を満たしているコントローラが採用されていたからだとされる。
1993年1月のコンシューマー・エレクトロニクス・ショー（CES）では、『スターフォックス』のデビューと共に、マリオの3Dポリゴンアニメのトーキングヘッドが任天堂のブースで披露された。このデモはゲームのスタート画面にも登場しており、ジャイルズ・ゴダードによってプログラムされた。
本作の開発は1994年9月7日に任天堂情報開発本部で開始され、1996年5月20日に終了した。宮本によれば、開発チームは約15-20名で構成されていたとされる。キャラクターとカメラシステムの部分から開発が始まり、視点やレイアウトの選択に数カ月が費やされた。初期のコンセプトは『スーパーマリオRPG』のような固定視点のアイソメトリックゲームを基にしていたが、最終的には一部の線形ルートを持ちながら自由に動ける3Dデザインに移行した。これは特にプレイヤーをクッパのアジトへ誘導させるためだったとジャイルズ・ゴッダードは述べている。
本作は、任天堂がイラストレーションを外注ではなく社内で制作した初期のゲームの一つである。グラフィックはN-Worldと呼ばれるシリコングラフィックス（SGI）ベースのツールキットを用いて作成された。開発チームはまずマリオの動作を優先し、ステージを作成する前にシンプルなグリッド上でアニメーションをテスト・改良した。3Dイラストは日野重文、野上恒、藤井秀樹、黒梅智明、中野祐輔らが制作し、ゲームのアニメーションは共同ディレクターの小泉歓晃と滝沢悟が担当した。また、小田部羊一がマリオの多方面からの3D図を描き、キャラクターモデル制作を指導した。
小泉は『ワシントン・ポスト』のインタビューで、前例のない3Dモデルのアニメーション作業が難題だったと振り返っている。プレイヤーの奥行き知覚を補助するため、開発チームはエリアの照明に関係なく、すべてのオブジェクトの真下に疑似的な影を配置する工夫を施した。この機能について小泉は「現実的ではないかもしれないが、操作性を大幅に向上させる鉄則のような存在」と語っている。

## 発売
本作は、1995年11月に開催された任天堂スペースワールドで初めてプレイ可能なプロトタイプとして公開された。このバージョンは開発が50%程度進んだ段階であり、テクスチャマッピングは約2%しか完了していなかった。この時点では32のコースが含まれており、宮本茂は40コース以上を製作する希望を持っていたが、最終的には15コースに絞られた。
Nintendo of Americaの会長だったハワード・リンカーンによれば、宮本がコース数を増やそうとしたことが、NINTENDO 64の発売を1995年末から1996年夏へ延期する主要な要因になったという。さらに、任天堂の社長であった山内溥は後に、「ゲームクリエイターは妥協すればすぐにゲームを仕上げられるが、ユーザーはその妥協をすぐに見抜く。宮本があと2カ月ほしいと言ったので、条件なしでそれを与えた」と語っている。
1996年のE3では、複数のNINTENDO 64本体が設置され、本作をプレイできるデモが公開された。ジャイルズ・ゴッダードによれば、プロジェクトのストレスにより、一部のプログラマーが離脱したり別の部署に移動したという。

### 広告と売上
当時の任天堂のマーケティング担当副社長だったピーター・メインによれば、本作はNINTENDO 64のキラーアプリとして計画されたという。US$2,000万ドル規模のマーケティングキャンペーンには、『Nintendo Power』の購読者50万人以上へのビデオテープの送付、MTV、フォックス、ニコロデオンでの広告放映が含まれていた。
本作は1996年6月に日本で、同年9月に北米で、1997年3月にヨーロッパとオーストラリアで正式リリースされた。北米では発売から3カ月で200万本以上を売り上げ、1億4000万ドル（当時）を超える収益を記録した。これは1996年で最も売れたビデオゲームであり、総売上では2002年までに590万本に達した。さらに、2008年3月までに全世界で1180万本の販売を記録し、NINTENDO 64で最も売れたゲームとなっている。

## 評価

### 批評
本作は、グラフィックにおいても高い評価を受けている。『GameSpot』はグラフィックについて「クリーンでシンプル」であり、ゲーム世界のディテールを損なうことがないと評価した。『GamePro』は、前例のない技術性能とアートデザインの組み合わせを特に称賛し、これを「史上最も視覚的に印象的なゲーム」と呼んでいる。ポール・デイヴィスはグラフィックを「あまりに驚異的で、思わず立ち止まって見とれてしまう」と表現した。ジョンティ・デイヴィスもビジュアルを「素晴らしい」と称賛し、フレームレートについても尊敬に値すると述べている。ダグ・ペリーはグラフィックをシンプルだが壮大と捉え、『Next Generation』も同様の感想を共有した。『Hyper』のレビュアー、ニーノ・アレゲロプロスはこれを「これまでで最も美しいコンソールゲーム」と呼び、高解像度と当時としては優れたフレームレートが「アニメーションよりはるかに優れて」見えると述べた。『Total!』誌は、グラフィックがピクセル化やギザギザのエッジがないため、「最先端のグラフィックワークステーションから出てきたように見える」と評した。
一方で、カメラシステムに関しては評価が分かれた。『Next Generation』は本作が従来の『マリオ』ゲームよりも敷居が高いとし、カメラの動きが時に不規則で、理想的なアングルを欠くことに不満を表明した。ネボイシャ・ラダコビッチとダグ・ペリーも、カメラが時に物体に遮られたり貫通したりすることを挙げた。『Electronic Gaming Monthly』のダン・シュー、ショーン・スミス、クリスピン・ボイヤーは、カメラが望むアングルに移動できなかったり、意図しない形で急に動いたりすることを理由に、それぞれのスコアから0.5点を減点した。この批判は『Electronic Gaming Monthly』の「史上最高のゲーム100選」リストでも繰り返されている。『Game Informer』は、2007年の再レビューで、現代基準ではカメラが「ほとんど壊れているように思える」と述べた。『Nintendo Power』も、カメラの動きに慣れるための学習曲線に言及した。これに対し、コービー・ディラードはカメラに問題はなく、複雑な環境を移動するプレイヤーをうまく助けていると主張した。『Total!』も、カメラが理想的でないアングルになることは非常に稀であると述べている。ポール・デイヴィスはカメラに批判的でありながらも、理想的な位置への調整が難しい場面があるものの、最終的にはこれを「革命的なゲーム」の「ほんの一つの問題」に過ぎないと結論付けている。
本作はNINTENDO 64の3Dスティックを活かして、3Dで描かれた世界を自由自在に動き回ることができ、後の3Dアクションゲームに決定的な影響を与えたとも述べられた。

### 受賞歴
本作は、ゲームメディアの「年間最優秀ゲーム（Game of the Year）」を含む数多くの賞を受賞し、任天堂のベストセラーとして「Player's Choice」選出作品にもなっている。また、『IGN』や『Game Informer』、『Edge』、『Official Nintendo Magazine』、『Electronic Gaming Monthly』、そして『Nintendo Power』など、多くのレビュアーによる「史上最高のゲーム」リストでも高く位置づけられている。
『Electronic Gaming Monthly』は、初回レビューでゴールドアワードを授与し、編集者賞および読者賞の「年間最優秀ゲーム」、NINTENDO 64「年間最優秀ゲーム」、アドベンチャーゲームオブザイヤー、そして「ベストグラフィックス」を受賞している。1997年のComputer Game Developers Conferenceでは、Spotlight Awardsで「革新的技術の活用」「ベストコンソールゲーム」、そして「1996年最優秀ゲーム」を受賞している。『Maximum』は、国際リリース前に「マキシマム月間ゲームアワード」を授与し、同誌史上最高の評価を受けたゲームと位置づけた。『Digitiser』は、1997年のゲームとして本作を最高に位置づけ、『Final Fantasy VII』を次点に選んだ。
| 日付 | 受賞元                     | 部門                                   | 結果 | 出典   |
| ---- | -------------------------- | -------------------------------------- | ---- | ------ |
| 1996 | Maximum                    | ゲーム・オブ・ザ・マンス（6月）        | 受賞 | [ 56 ] |
| 1996 | Electronic Gaming Monthly  | ゲーム・オブ・ザ・マンス（9月）        | 受賞 | [ 39 ] |
| 1996 | Electronic Gaming Monthly  | ゴールド・アワード                     | 受賞 | [ 69 ] |
| 1996 | Electronic Gaming Monthly  | Nintendo 64年間最優秀ゲーム            | 受賞 | [ 70 ] |
| 1996 | Electronic Gaming Monthly  | アドベンチャーゲーム・オブ・ザ・イヤー | 受賞 | [ 70 ] |
| 1996 | Electronic Gaming Monthly  | 最優秀グラフィックス                   | 受賞 | [ 70 ] |
| 1996 | Electronic Gaming Monthly  | ゲーム・オブ・ザ・イヤー               | 受賞 | [ 70 ] |
| 1996 | Game Informer              | ゲーム・オブ・ザ・イヤー               | 受賞 | [ 65 ] |
| 1996 | Spotlight Awards           | ゲーム・オブ・ザ・イヤー               | 受賞 | [ 71 ] |
| 1996 | Spotlight Awards           | 最優秀革新的技術活用                   | 受賞 | [ 71 ] |
| 1996 | Spotlight Awards           | 最優秀コンソールゲーム                 | 受賞 | [ 71 ] |
| 1997 | Digitiser                  | ゲーム・オブ・ザ・イヤー               | 受賞 | [ 55 ] |
| 1997 | Computer and Video Games   | ゲーム・オブ・ザ・イヤー               | 受賞 | [ 72 ] |
| 1997 | Golden Joystick Awards     | ゲーム・オブ・ザ・イヤー               | 受賞 | [ 72 ] |
| 1997 | Golden Joystick Awards     | 最優秀ビジュアルゲーム                 | 受賞 | [ 72 ] |
| 1997 | Official Nintendo Magazine | Nintendo 64年間最優秀ゲーム            | 受賞 | [ 72 ] |
| 1998 | ECCSELL Awards             | ゴールド・アワード                     | 受賞 | [ 73 ] |

### オークション
2021年7月11日にアメリカで行われたオークションにおいて、同オークションに出品された未開封の本ソフトがゲームソフト史上最高額である156万ドル（日本円で約1億7200万円）で落札されたことがオークション会社から発表された。これまでの最高額は同月9日に同じオークション会社に出品され、87万ドル（日本円で約9600万円）で落札された『ゼルダの伝説』（1987年発売）の未開封品であり、2日後に再び記録を更新すると共にゲームソフトの落札額が100万ドル（日本円で約1億1000万円）を超える初めての事例となった。

## 他機種版
日本版はいずれも『振動パック対応バージョン』の移植。
| No. | タイトル                      | 発売日                                                   | 対応機種                      | 開発元 | 発売元 | メディア     | 備考 |
| --- | ----------------------------- | -------------------------------------------------------- | ----------------------------- | ------ | ------ | ------------ | ---- |
| 1   | スーパーマリオ64              | 2006年11月19日 2006年12月2日 2006年12月7日 2006年12月8日 | Wii（バーチャルコンソール）   | 任天堂 | 任天堂 | ダウンロード |      |
| 2   | スーパーマリオ64              | 2015年4月1日 2015年4月2日 2015年4月8日                   | Wii U（バーチャルコンソール） | 任天堂 | 任天堂 | ダウンロード |      |
| 3   | NINTENDO 64 Nintendo Classics | 2021年10月26日                                           | Nintendo Switch               | 任天堂 | 任天堂 | ダウンロード |      |

上記の他、2020年9月18日に『スーパーマリオサンシャイン』、『スーパーマリオギャラクシー』とともに収録され、『スーパーマリオ 3Dコレクション』としてNintendo Switchで2021年3月末までの期間限定で販売された。

## スーパーマリオ64DS
『スーパーマリオ64DS』（スーパーマリオろくじゅうよんディーエス、Super Mario 64 DS）は、2004年11月21日に発売されたニンテンドーDS用のアクションゲーム。日本では同年12月2日に発売。オリジナル版『スーパーマリオ64』と同様、ニンテンドーDS本体と同時に発売された。
新キャラクターや新コースなど、様々な新要素が搭載されている。また、ニンテンドーDSにプラットフォームを移した事で、タッチスクリーンを利用した操作にも対応している。
操作方法は「Yダッシュモード」、「タッチモード」、「デスクトップモード」の3種類があり、ポーズ画面で切り替える事が出来る。「タッチモード」ではボタンの配置から左手でタッチスクリーンを操作する事になるため、DS本体に同梱されているタッチストラップを使う事が推奨されている。

### キャラクター
プレイヤーキャラクターは4体に増加し、それぞれ異なる特徴を持っている。ただし、ゲーム開始時はヨッシーしか使用できず、他の3人を救出しながらゲームを進めていく事になる。
コース上に落ちている「へんしん帽子」に触れると、ヨッシーを除く対応するキャラクターに変身する。ヨッシー使用時に限り、スター選択画面で救出したキャラクターに応じた帽子のアイコンが出現し、これをタッチすると帽子に対応したキャラクターに変身してコースに入る事ができる。
ヨッシー
「ふんばりジャンプ」で少しだけ浮くことができ、パンチなどの攻撃が出来ない代わりに、舌を出すと色々なものを食べる事が可能。反面、物を持つことはできず、ヒップドロップなどでレンガを壊したり、テレサを倒したりする事もできない。

マリオ
基本能力とアクションはオリジナル版と同じだが、「カベキック」の難易度が下げられている。また、本作で「カベキック」を使えるのはマリオだけである。

ルイージ
ジャンプ力が高く、泳ぐスピードも速い。走ったまま水の上をしばらく走り続ける事ができる。

ワリオ
パワーが高く、ワリオでしか破壊できない仕掛けもある。反面、ジャンプ力とスピードは低い。

### ゲームモード
括弧内はタイトル画面での表記。
1人用アドベンチャーゲーム（アドベンチャー）
パワースターを取り戻すメインモード。セーブデータを3つまで保存できる。

タッチペンミニゲーム（ミニ）
タッチ操作で遊ぶ1人用ミニゲーム。全部で36種類あるが、最初に遊べるのは8種類だけで、本編ゲーム内において城にいるウサギの「ミップ」を捕まえる事により追加されていく。
一部のミニゲームは、その後発売された『New スーパーマリオブラザーズ』にも収録され、通信対戦により多人数プレイも可能となっている。

VSバトルゲーム（VS）
2 - 4人用の対戦モード。コース内のあちこちに出現する「パワースター」を奪い合う。操作するキャラクターはヨッシーで固定。
ダウンロードプレイのみの対応のため、全員がソフトを持っていても親機からダウンロードする必要がある。また、1人で練習することも可能（コンピューターキャラとの対戦は不可能）。

### 開発（DS版）
原作からの変更点として、グラフィックはテクスチャフィルタリングがなくなり、一方でキャラクターモデルが更新されより詳細なデザインへと改良された。また、コインが2Dアニメーションから3Dモデルへと改良されている。オリジナル版の音楽はすべて近藤浩治の楽曲が再利用され、永田権太が新しい楽曲を提供している。
2004年のE3において、本作は『Super Mario 64 x4』という仮称で、マルチプレイデモとして初めて公開された。数か月後、任天堂はこのゲームを他の多数のタイトルとともに開発中であると発表した。
2004年10月7日の「ニンテンドーDSカンファレンス」では、タイトルが『スーパーマリオ64DS』に改称され、アドベンチャーでヨッシー、マリオ、ルイージ、ワリオの4体を使用できることが明らかになった。このデモはE3のバージョンよりも完成度が高くなっており、キャラクターごとの個性付けやタッチペンミニゲームが強調されていたが、VSバトルゲームは含まれていなかった。

### 発売（DS版）
カンファレンスよりも前にGameStopの製品ページで本作のボックスアートが公開され、本作がDS本体と同時発売になるのではないかという憶測が起きた。任天堂はカンファレンスで、このゲームが北米と日本でDS本体と同時に発売することを正式に発表した。また、北米ではDS本体よりも先に発売されるゲームがあった一方で、本体と同時に発売されたゲームは本作のみであった。
北米では2004年11月21日に発売され、2011年6月5日には、同じくDS用ソフトの『New スーパーマリオブラザーズ』『マリオカートDS』『マリオパーティDS』『マリオ&ルイージRPG3!!!』『マリオvs.ドンキーコング 突撃!ミニランド』と共に廉価版が発売された。日本では2004年12月2日に発売され、2016年1月6日にはWii U向けにバーチャルコンソールとして配信された。
本作は商業的に成功を収め、2018年3月31日時点で、全世界で1106万本の売上を記録している。

### 評価（DS版）
本作は様々な賞を受賞した他、レビュー集計サイトMetacriticによれば「概ね好意的な評価」を受け、54件のレビューに基づいて加重平均スコア85点（100点満点）を獲得した。Metacriticは本作をその年のベストDSゲーム、歴代DSゲームの34位にランク付けしている。IGNは発売当時、本作を「エディターズチョイス」に選び、DS部門の「ゲーム・オブ・ザ・マンス」として表彰し、本作をシステムの性能を示す「素晴らしい成果」と評した。2005年には、ゴールデンジョイスティックアワードでベスト携帯ゲーム賞を受賞している。
発売前には、IGNのクレイグ・ハリスがデモ版をレビューした。オリジナル版のグラフィックの再現度の高さを評価し、DS本体の小さい画面が視覚的な欠点を隠していると述べた。一方、操作性については「やや鈍い」「不器用」と批判した。また、新要素については称賛したものの、ローンチタイトルが新作ではなくリメイクだという点に失望を示していた。IGNのアヌープ・ガンタイヤットは、このゲームがアメリカのゲーム愛好者にとって大ヒットになるだろうと予想していた。日本では、ファミ通が本作を「期待するゲームランキング」で29位にランク付けしている。
評論家は、オリジナル版の忠実な再現や、新要素、およびアップグレードの点で本作を賞賛した。GameSpyのフィル・シーオボールドはミニゲームや2つの画面の利用、追加されたパワースターなどの新要素を称賛し、オリジナル版の発売から10年経った後も十分に楽しめると評価した。ハリスは、オリジナル版の持ち味を維持しつつ、新しいチャレンジや特徴がゲームの長寿命化に寄与したと述べた。また、グラフィックやオーディオを高く評価し、本作をDSの性能を証明する良いデモンストレーションと位置付けた。GameSpotのジェフ・ガーストマンもグラフィックを称賛し、特に多いポリゴン数や滑らかなフレームレートに言及した。ガーストマンは本作を「古典的なゲームの素晴らしいアップデート」と評し、変更点や追加要素によってオリジナルファンにとっても新しい体験を提供していると述べた。
一方、1UP.comのジェレミー・パリッシュは、新コンテンツが十分で購入価値があるとは言えないと感じていた。追加キャラクターを「良いひねり」と評価したものの、レビューの結論として本作を「考えの浅い移植版」と呼び、オリジナル版でプレイするべきだと述べた。
その他の批判は、操作性やVSバトルゲームに集中していた。シーオボールドはアナログスティックがないため、操作がオリジナル版より難しいと感じ、調整期間が必要だと述べた。さらにデジタルパッドやタッチスクリーンの仮想アナログ操作が「トリッキー」で練習が必要だと評価した。ハリスも同様のコメントを示し、タッチスクリーンはアナログスティックのように物理的なフィードバックを提供しないと述べた。また、本作は元々アナログスティックを使わずにプレイするように設計されていないと指摘した。ガーストマンはVSバトルゲームについて「派手さに欠ける」と評し、楽しめる期間が短いと感じたが、システムのワイヤレスマルチプレイ機能を示す良い特典だと述べた。シーオボールドもこれを好評価したものの、すぐに飽きってしまう「余興」として扱ったと評価した。
第8回インタラクティブ・アチーブメント・アワードにおいて、Academy of Interactive Arts & Sciencesは『スーパーマリオ64DS』に「ワイヤレスゲーム・オブ・ザ・イヤー」の賞を授与し、「携帯ゲーム・オブ・ザ・イヤー」部門にもノミネートした（この部門は『メトロイド ゼロミッション』が受賞）。

## 関連作品
コンピュータゲーム
本作と同様の「箱庭探索型」のシステムを汲んだ続編的作品として『スーパーマリオサンシャイン』、『スーパーマリオ オデッセイ』がある。なお、『サンシャイン』から『オデッセイ』の間に発売された『スーパーマリオギャラクシー』から『スーパーマリオ 3Dワールド』までの3Dマリオは、「箱庭探索型」では無く「コースクリア型」の形式を取っている。
『大乱闘スマッシュブラザーズシリーズ』では、本作のキノコ城が「ピーチ城」という名称で、対戦ステージとして登場している。
オリジナルサウンドトラック

「NINTENDO64 サウンドシリーズ」第1弾として1996年7月19日に発売された。発売元は株式会社ポニーキャニオン。全36曲。
玩具
エポック社からこのゲームがおもちゃ化された商品「スーパーマリオ64 マリオのアドベンチャーアイランド」が発売されている。さらにレゴからこのゲームのおもちゃ化された商品「LEGO スーパーマリオ64 ハテナブロック」が2021年10月1日で発売された。

## 続編の発売中止
本作『スーパーマリオ64』の続編として、64DD用ソフト『スーパーマリオ64 2』が企画されていた。ルイージが登場する予定であったが、企画は1999年に中止となった。また、1996年のNINTENDO64スペースワールドにはサンプルのデモ用として『スーパーマリオ64の64DD版（ディスク版）』が登場し、その後オークションなどに出現し話題となった。